# Девушка из стратосферы
Девушка из стратосферы — немецкий фильм 2004 года. Автор сценария и режиссёр —  Х. Маттиас Оберг.
Фильм про девочку-подростка, которая отправилась в Японию, чтобы работать в эксклюзивном клубе для богатых бизнесменов.

## Сюжет
Девушка Анджела из Голландии (Хлоя Винкель), умеющая рисовать, встречает и влюбляется в привлекательного японского диджея. Воодушевлённая им, она отправляется в Японию, чтобы работать в закрытом клубе для богатых азиатских бизнесменов, которые хотели бы встретиться с молодыми блондинками. С самого начала фильм сюрреалистический, с уникальными персонажами, яркой и чёткой кинематографией, и медленной панорамной работой камеры. Также используются рисунки в стиле манга для обогащения сюжета и атмосферы.
Анжела ищет работу в вышеупомянутом клубе и, после того, как её нехотя приняли, она встретилась с насмешками других девушек, работающих там. Однако, несмотря на презрительное отношение некоторых из девочек, она скоро станет фаворитом  посетителей, изображая 15-летнюю Лолиту, чтобы угодить бизнесменам.
Сюжет имеет зловещий подтекст о возможном убийстве девочки Ларисы, которую заменила Анжела. В продолжении фильма, мы узнаем, что Лариса, возможно, была убита, но не японским мужчиной в поисках исполнения больной сексуальной фантазии, а  своей завистливой и ревнивой коллегой. В последних сценах мы узнаем, что Лариса жива, а Анжела получает контракт художницы в стиле манга.

## Внешние ссылки
- Официальный сайт
- Stratosphere Girl (англ.) на сайте Internet Movie Database